# Molophilus griseus
Molophilus griseus är en tvåvingeart som först beskrevs av Johann Wilhelm Meigen 1804.  Molophilus griseus ingår i släktet Molophilus och familjen småharkrankar. Arten är reproducerande i Sverige. Inga underarter finns listade i Catalogue of Life.